# Ancistrocladus
Ancistrocladus Wall., 1829 è un genere di piante angiosperme appartenente alla famiglia monotipica Ancistrocladaceae.

## Descrizione
Sono delle liane con uno stelo simpodiale complesso che può superare i 10 cm di diametro.
Le foglie nascono da rosette dense e sempreverdi; presentano un picciolo corto e privo di stipole e sulla pagina superiore sono presenti dei tricomi che secernono una sostanza cerosa.
I fiori sono piccoli e il frutto è una noce che spesso porta dei sepali simili a delle ali.

## Distribuzione e habitat
Il genere è diffuso nelle zone tropicali dell'Africa, del subcontinente indiano  e del Sud-est asiatico.

## Tassonomia
Secondo il sistema Cronquist la famiglia Ancistrocladaceae appartiene all'ordine Violales, mentre la Classificazione APG mantiene la famiglia ma l'assegna all'ordine Caryophyllales.
Recenti analisi biomolecolari e biochimiche suggeriscono che i taxa carnivori appartenenti all'ordine Caryophyllales (le famiglie Droseraceae e Nepenthaceae e le specie Drosophyllum lusitanicum e Triphyophyllum peltatum) appartengono tutte allo stesso clade, cui apparterrebbero anche le Ancistrocladaceae. Le piante di questa famiglia, però, sono tutte non-carnivore.
L'ipotesi dell'esistenza di una stretta relazione tra questa famiglia e le Dioncophyllaceae, cui appartiene la pianta carnivora Triphyophyllum peltatum, è supportata dalla morfologia simile di pollini e piccioli.

### Specie
Al genere Ancistrocladus appartengono le seguenti specie:
- Ancistrocladus abbreviatus Airy Shaw
- Ancistrocladus attenuatus Dyer (Myanmar)
- Ancistrocladus barteri Scott-Elliot (Guinea)
- Ancistrocladus congolensis J.Léonard (Congo)
- Ancistrocladus ealaensis J.Léonard (Congo)
- Ancistrocladus grandiflorus Cheek (Camerun)
- Ancistrocladus griffithii Planch.
- Ancistrocladus guineensis Oliv. (Nigeria)
- Ancistrocladus hamatus (Vahl) Gilg (Sri Lanka)
- Ancistrocladus heyneanus Wall. ex J.Graham (India)
- Ancistrocladus ileboensis Heubl, Mudogo & G.Bringmann
- Ancistrocladus korupensis D.W.Thomas & Gereau (Camerun)
- Ancistrocladus letestui Pellegr. (Gabon)
- Ancistrocladus likoko J.Léonard (Congo)
- Ancistrocladus pachyrrhachis Airy Shaw
- Ancistrocladus robertsoniorum J.Léonard (Kenya)
- Ancistrocladus tanzaniensis Cheek & Frimodt-Møller (Tanzania)
- Ancistrocladus tectorius (Lour.) Merr. (Thailandia)
- Ancistrocladus uncinatus Hutch. & Dalziel (Nigeria)
- Ancistrocladus wallichii Planch.

## Usi
L'interesse scientifico nei confronti di questo genere è cresciuto considerevolmente perché la specie rampicante Ancistrocladus korupensis è considerata un potenziale anti-AIDS a causa del suo altamente efficace meccanismo d'azione contro il virus dell'HIV. Questa pianta è stata scoperta in Camerun e il suo principio attivo è l'alcaloide michellamina B, che viene estratto dalle foglie mature. La korupensamina E è invece un altro farmaco estratto da questa pianta usato per la cura della malaria.
Ancistrocladus abbreviatus è stato utilizzato dalla medicina tradizionale del Ghana per curare febbre e morbillo.